# ワン・コート・スクエア
ワン・コート・スクエア (英語: One Court Square) は、ニューヨーク市クイーンズ区ロングアイランドシティに建つ50階（209.1m、686フィート）のオフィスタワーである。別名は、シティグループ・ビルディング (Citigroup Building) としても知られる。

## 概要
このビルは、シティグループのために、スキッドモア・オーウィングズ・アンド・メリルLLPによって設計され、1990年に完成した。ニューヨーク市（かつニューヨーク州）において、マンハッタンに建つビル以外で最も高い建物であったが、2019年にブルックリン・ポイント (en) とスカイライン・タワー (en) に抜かれた。
ラジオ局WNYZ-LP（パルス87としても知られる）は、この建物の頂部から放送される。
この建物の別名シティグループ・ビルディングは、マンハッタンのシティグループ・センターと混同され安い。こちらは、シティグループの旧本社ビルであった399 パーク・アベニューから通りを挟んだ向かい側に建つ。これらのビルは、クイーンズ・ブールバード線 ( ) 沿いに1駅離れた位置関係にある。

## 詳細
- 1990年オープン
- 緑のスモークガラス張り
- 地上50階（全54階）建て
- 27名収容エレベーター4基と6つのエスカレーター
- 1,401,630平方フィート (130,203㎡) を貸借
- SLグリーン・リアルティ・コーポレーション（英語版）
- 建築: スキッドモア・オーウィングズ・アンド・メリル
- 建設管理: ターナー建設（英語版）

## 交通
- コート・スクエア駅

## ギャラリー

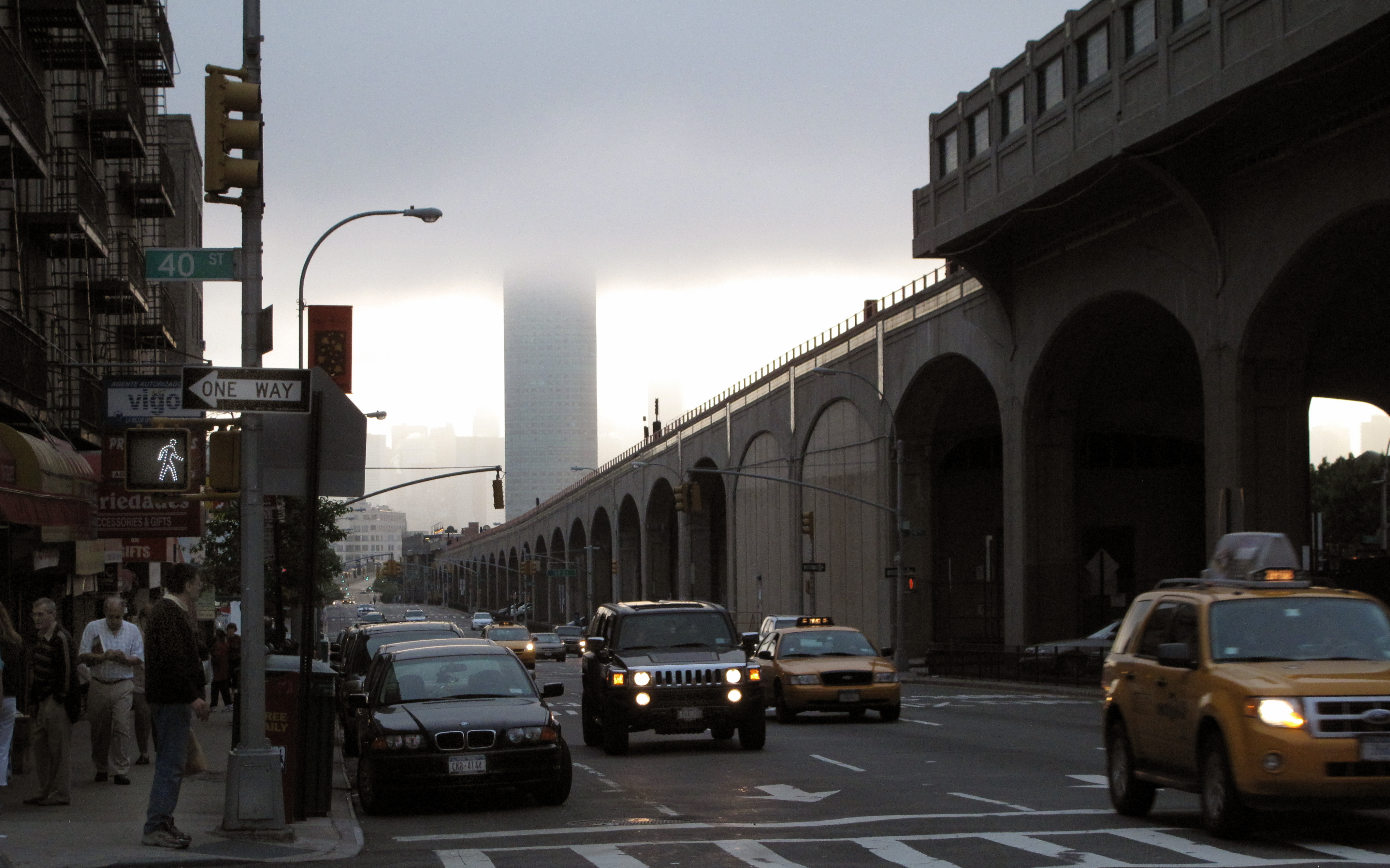
ワン・コート・スクエアのカッティングを終えた後の雨のクイーンズ・ブルバード（英語版）（2009年）